# Зиново (Архангельская область)
Зиново — деревня в Плесецком районе Архангельской области.

## География
Находится в западной части Архангельской области на расстоянии приблизительно 42 км на юг-юго-запад по прямой от административного центра района поселка Плесецк на левом берегу реки Моша.

## История
В 1905 году здесь (деревня Каргопольского уезда Олонецкой губернии было учтено 23 двора. До 2021 года входила в Федовское сельское поселение до его упразднения.

## Население
Численность населения: 145 человек (1905 год), 12 (русские 92 %) в 2002 году, 5 в 2010.